# Asi Renu
Asi Renu ist eine kleine osttimoresischen Siedlung, oberhalb des Ankerplatzes des Ortes Com, in der Aldeia Muapusso (Suco Com, Gemeinde Lautém). Asi Renu soll etwa im 16. Jahrhundert entstanden sein.
Anders als bei ähnlich alten Siedlungen, die heutzutage meist verlassen sind, gibt es hier keine Überreste einer gemauerten Befestigung (Tranqueira). Trotzdem finden sich auch hier sechs Gräber, die mit Makassar-Steinen geschmückt sind, wie man sie zum Beispiel auch von den nahegelegenen Tranqueiras Vasino und Ili Vali her kennt. Von den Gräbern in Asi Renu heißt es, sie seien Nachbildungen eines Originalgrabes, das einen von den anderen Gräbern abgetrennten Bau in rechteckiger Form bildet. Dieses Hauptgrab ist drei Meter lang, 1,8 Meter breit und einen Meter hoch. Wie auch andere Gräber in diesem Stil bilden die Unterschicht größere Blöcke aus Kalkstein, auf denen eine Schicht Platten aus Schluffsteinen gestapelt wurde. Parallel zu den sechs alten Gräbern verlaufen zwei weitere Reihen mit jüngeren Gräbern, die klar dem katholischen Glauben zugeordnet werden können. Die Grabsteine sind nach Norden, in Richtung des Meeres ausgerichtet, was den Weisungen der Ahnen entsprechen soll. Der hier ansässige Konu-Clan (Konu Ratu) sieht seine Ursprünge vom Meer, was sich in seiner Mythologie und den Opferriten widerspiegelt.